# Ctenoneura kemneri
Ctenoneura kemneri är en kackerlacksart som beskrevs av Karlis Princis 1967. Ctenoneura kemneri ingår i släktet Ctenoneura och familjen Polyphagidae. Inga underarter finns listade i Catalogue of Life.